# يونس عبد الحميد
يونس اللاعب  (بالفرنسية: Yunis Abdelhamid) ولد في سبتمبر 1987 بمونبلييه لاعب كرة قدم دولي مغربي، وهو مدافع في نادي ديجون

## روابط خارجية
- يونس عبد الحميد على موقع الاتحاد الأوربي (الإنجليزية)
- يونس عبد الحميد على موقع رابطة كرة القدم الفرنسية للمحترفين (الإنجليزية)
- يونس عبد الحميد على موقع قاعدة بيانات كرة القدم.إي يو (الإنجليزية)
- يونس عبد الحميد على موقع ليكيب (الفرنسية)
- يونس عبد الحميد على موقع ناشيونال فوتبول تيمز (الإنجليزية)
- يونس عبد الحميد على موقع Soccerway.com (الإنجليزية)
- يونس عبد الحميد على موقع AS.com (الإسبانية)